# Мартин, Дэйв (велогонщик)
Дэйв Мартин (англ. Dave Martin; род. 3 марта 1978, Гверу) — зимбабвийский шоссейный велогонщик.

## Карьера
Дэйв Мартин родился в 1978 году в городе Гверу (провинция Мидлендс) и вырос в Марондере (провинция Восточный Машоналенд).
Многократный чемпион Зимбабве в групповой и индивидуальная гонке. Участник нескольких чемпионатов Африки. В 2007 году принял участие в чемпионате мира "В". В 2008 году стартовал на Амашова Дурбан Классик и Доме 2 Доме в рамках Африканского тура UCI. 
Был президентом федерации велоспорта Зимбабве.
В 2015 году установил мировой рекорд по самому быстрому пересечению Африки на велосипеде от Каира (Египет) до Кейптауна (ЮАР). Он преодолел этот маршрут, который пролегал через Судан, Эфиопию, Кению, Танзанию, Замбию, Зимбабве, Ботсвану, за 38 дней 16 часов и 11 минут.

## Достижения

### Шоссе
2005
 Чемпион Зимбабве — индивидуальная гонка
2006
 Чемпион Зимбабве — индивидуальная гонка
2007
 Чемпион Зимбабве — групповая гонка
2-й на Чемпионат Зимбабве — групповая гонка
Harare Classic
Тур Булавайо 
Генеральная классификация
4-й этап
Тур Машоналенда
Генеральная классификация
1-й, 2-й и 3-й этапы
2008
 Чемпион Зимбабве — групповая гонка
 Чемпион Зимбабве — индивидуальная гонка
Тур Ньянги
Генеральная классификация
1-й, 2-й и 3-й этапы
2-й на Manicaland Cycle Challenge
2009
 Чемпион Зимбабве — индивидуальная гонка
2-й на Чемпионат Зимбабве — групповая гонка
1-й и 4-й этапы Zimbabwe Time Trial Series
Tour de Force
Генеральная классификация
1-й и 2-й этапы
2010
 Чемпион Зимбабве — групповая гонка
 Чемпион Зимбабве — индивидуальная гонка
Legend Road Classic Harare
Manicaland Cycle Challenge
3-й этап на Тур Ньянги
2-й, 3-й, 5-й и 6-й этапы Zimbabwe Time Trial Series
2011
 Чемпион Зимбабве — индивидуальная гонка
2-й на Чемпионат Зимбабве — групповая гонка
2012
Тур Ньянги
2-й в генеральной классификации
2-й и 3-й этапы
1-й и 2-й этапы Zimbabwe Time Trial Series
3-й на Manicaland Cycle Challenge
2013
3-й этап Тур Ньянги
2-й на Чемпионат Зимбабве — индивидуальная гонка
2014
 Чемпион Зимбабве — групповая гонка
 Чемпион Зимбабве — индивидуальная гонка
Тур Ньянги
Генеральная классификация
1-й, 2-й и 3-й этапы
2015
 Чемпион Зимбабве — групповая гонка
 Чемпион Зимбабве — индивидуальная гонка
2016
Тур Ньянги
2-й в генеральной классификации
1-й этап
2017
 Чемпион Зимбабве — индивидуальная гонка
2-й на Чемпионат Зимбабве — групповая гонка

### Маунтинбайк
2008
3-й на Чемпионат Зимбабве — кросс-кантри

## Рейтинги
| Год                 | 2010 | 2011 | 2012 | 2013  | 2014 | 2015 |
| ------------------- | ---- | ---- | ---- | ----- | ---- | ---- |
| Африканский тур UCI | 27-й | 43-й | -    | 162-й | -    | 44-й |
|                     |      |      |      |       |      |      |
| Источник: UCI       |      |      |      |       |      |      |